# Fitzhugh Townsend
Samuel George Fitzhugh Townsend (ur. kwiecień 1872 w Nowym Jorku, zm. 11 grudnia 1906 tamże) – amerykański szermierz, srebrny medalista olimpijski.

## Życiorys
Uczestnik igrzysk olimpijskich w St. Louis (1904), gdzie wspólnie z Charlesem Tathamem i Arthurem Foxem zdobył srebrny medal we florecie drużynowym (wystąpiły tylko dwie drużyny). W szpadzie indywidualnej zajął ostatnie, piąte miejsce. Wystartował również we florecie indywidualnym, w którym odpadł w pierwszej rundzie.
Jego pierwszym imieniem było imię Samuel, jednak podczas igrzysk występował jako Fitzhugh Townsend. 
Ukończył studia na Columbia University na kierunku fizyka, później pracował na tymże uniwersytecie wykładając inżynierię elektryczną. Zmarł na tyfus.